# Бджолоїдка синьохвоста
Бджолоїдка синьохвоста (Merops philippinus) — вид сиворакшоподібних птахів родини бджолоїдкових (Meropidae).

## Поширення
Вид поширений в Південній та Південно-Східній Азії, і Новій Гвінеї від Пакистану та Шрі-Ланки до Філіппін та острова Нова Британія. Трапляється у степах, луках, полях неподалік водойм та наявністю окремих дерев.

## Опис
Дрібний птах, завдовжки 23-26 см, включаючи подовжені центральні пера хвоста, які можуть сягати до 7 см. Вага приблизно 30 г. Спина та крила зелені. Голова зверху жовтувато-коричнева. Через око від основи дзьоба проходить чорна смуга. Навколо смуги розташована синя пляма. Горло жовте, поступово переходить у коричневі груди. Задня частина тіла та хвіст синього кольору. Дзьоб довгий, зігнутий, чорного кольору.

## Спосіб життя
Птах живиться летючими комахами. Гніздиться у колоніях. Гнізда облаштовує у норах, які викопує у піщаних ярах, урвищах. Нори сягають до 1 м завдовжки. У кладці 7-9 круглих білих яєць.

## Підвиди
- M. p. celebensis W. Blasius, 1885, Сулавесі, Флорес, Малі Зондські острови;
- M. p. javanicus Horsfield, 1821, від Індії до Китаю та Індокитаю;
- M. p. philippinus Linnaeus, 1766, Філіппіни
- M. p. salvadorii A. B. Meyer, 1891, Нова Гвінея, Нова Британія.